# 瑶山越桔
瑶山越桔（学名：Vaccinium yaoshanicum），为杜鹃花科越桔属下的一个植物种。